# Halowe rekordy Ameryki Południowej w lekkoatletyce
Halowe rekordy Ameryki Południowej w lekkoatletyce – najlepsze wyniki w historii lekkoatletyki uzyskane przez zawodników z Ameryki Południowej, które zostały uzyskane podczas zawodów w hali.

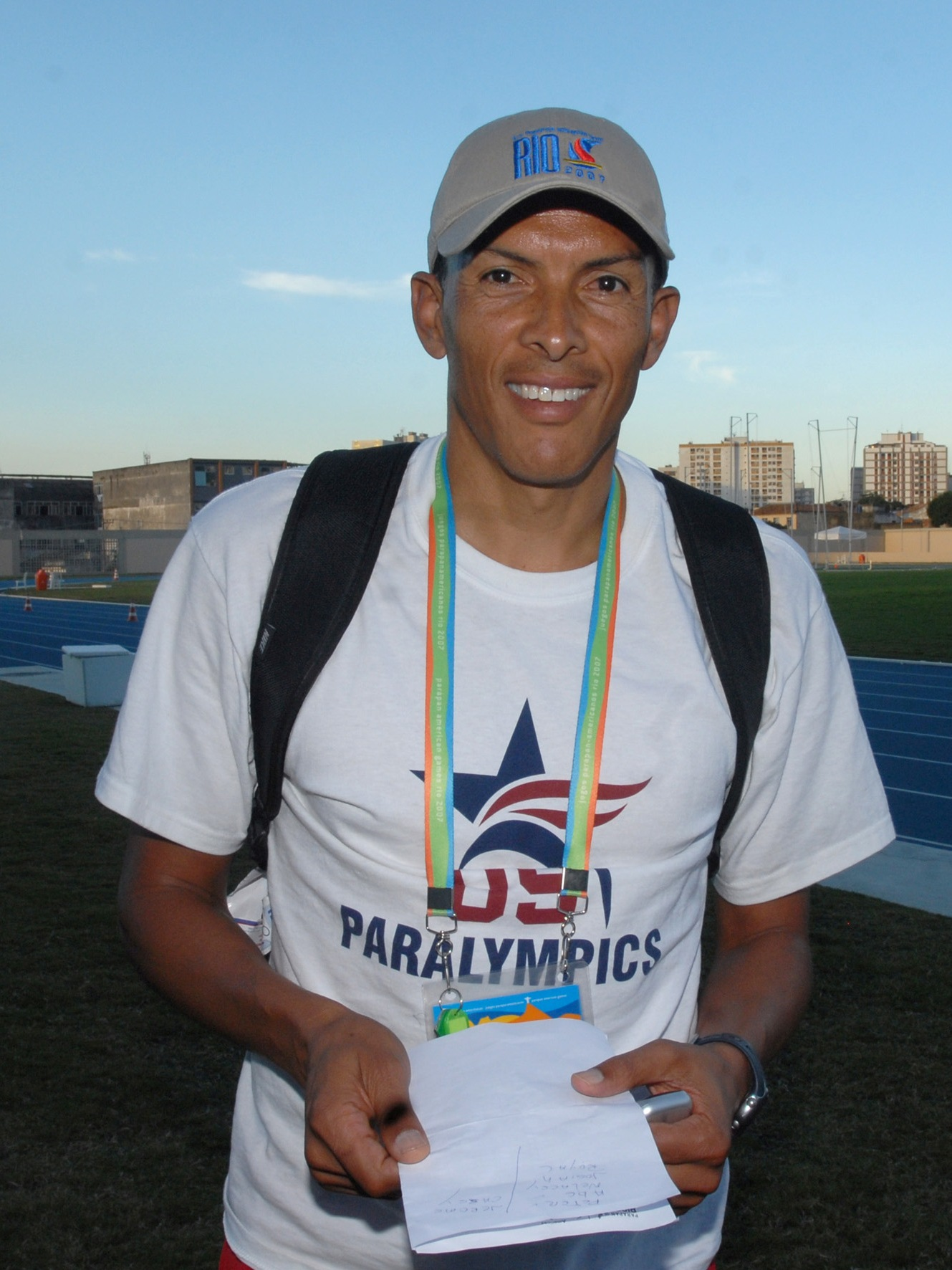
Rekordzista w biegu na 1000 metrów – Joaquim Cruz

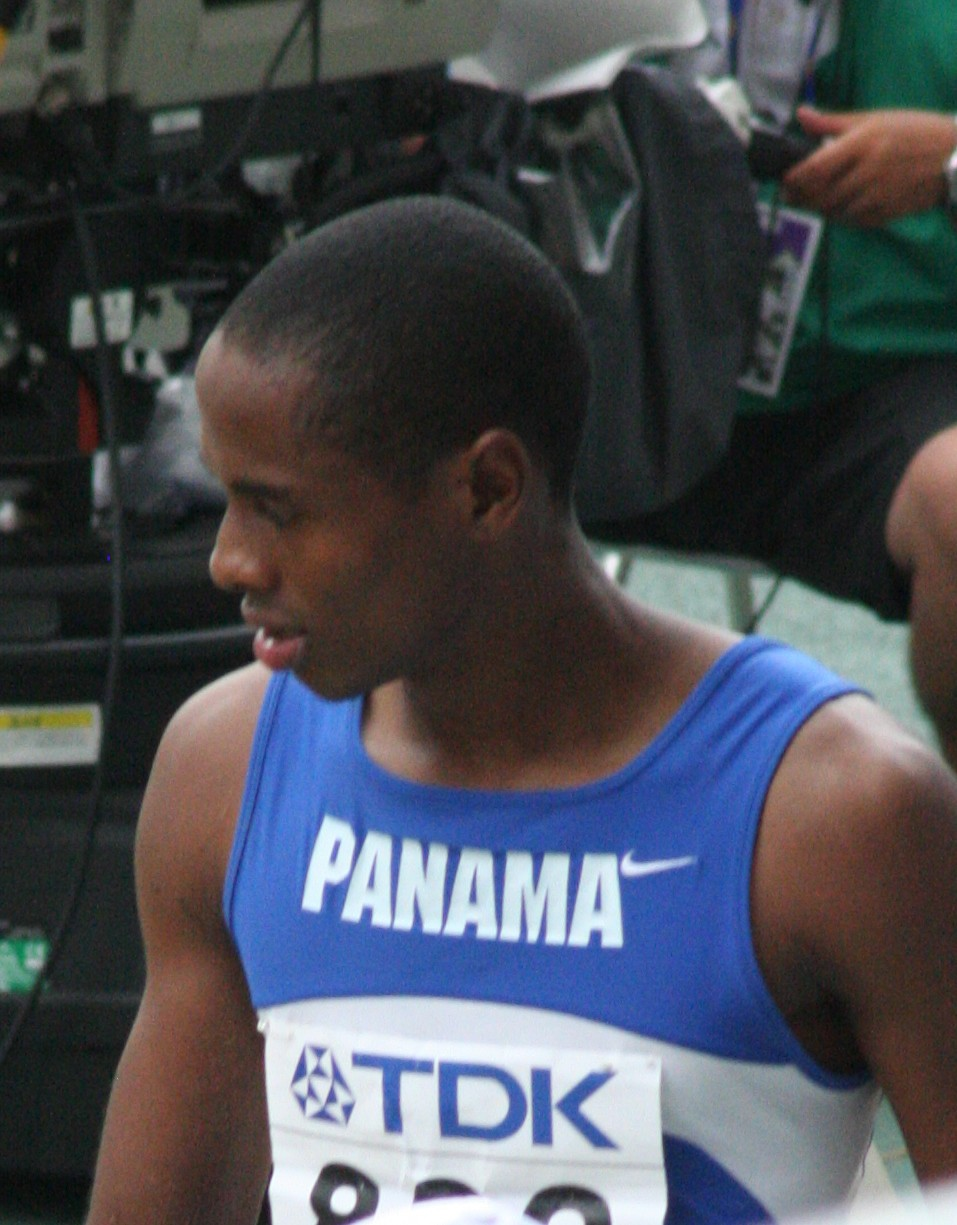
Panamczyk Irving Saladino podczas mistrzostw świata w Osace (2007)

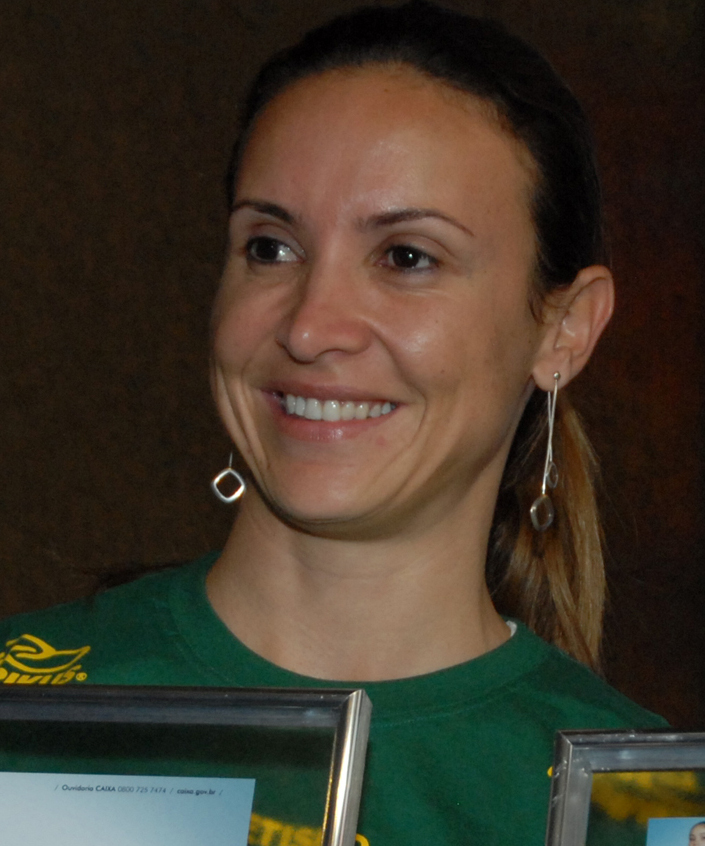
Rekordzistka w skoku w dal – Brazylijka Maurren Maggi

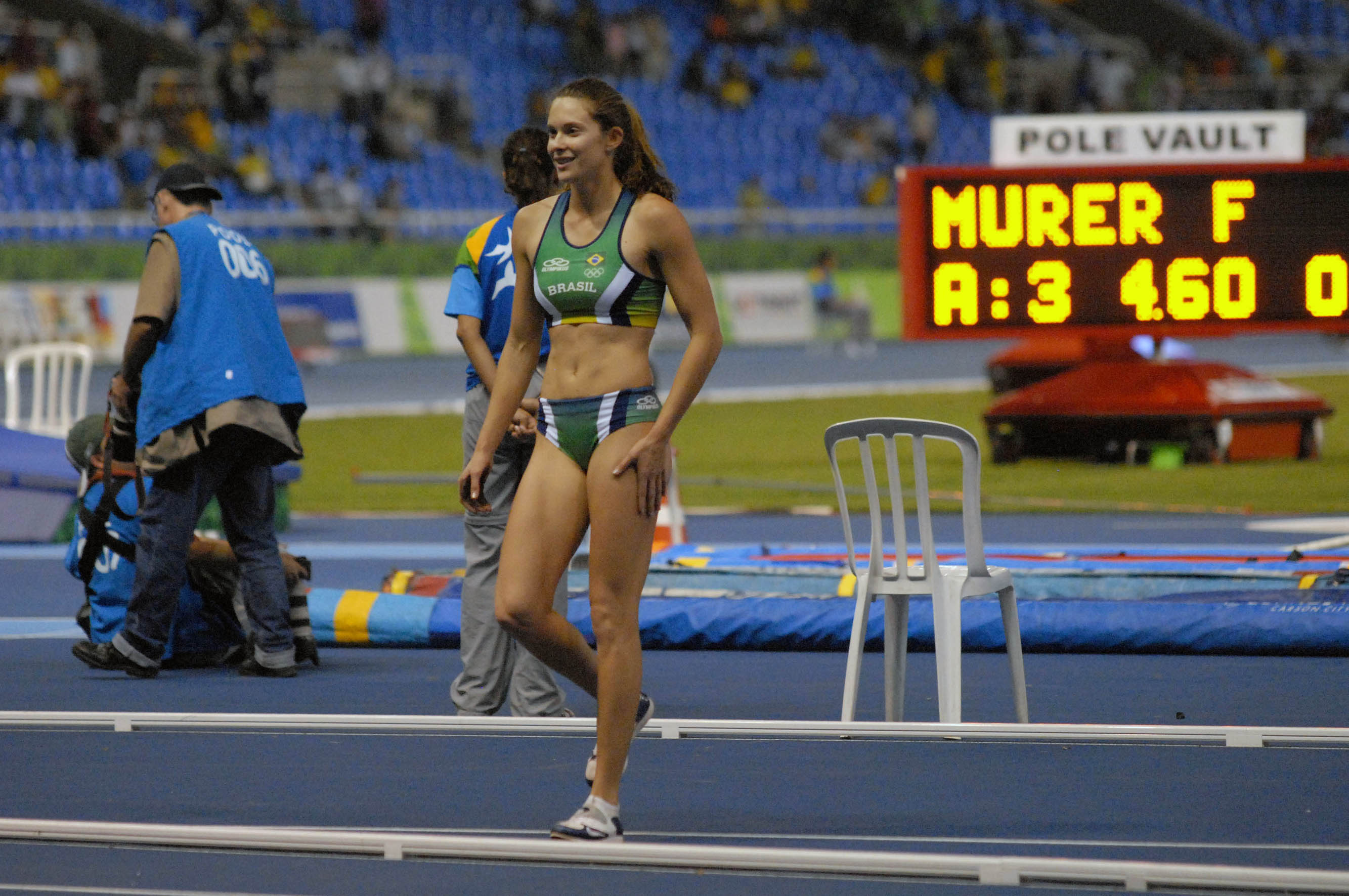
Rekordzistka Ameryki Południowej w skoku o tyczce – Fabiana Murer

## Mężczyźni
| Konkurencja               | Rezultat | Zawodnik                                                                           | Miejsce uzyskania | Data             |
| ------------------------- | -------- | ---------------------------------------------------------------------------------- | ----------------- | ---------------- |
| bieg na 50 m              | 5,6h     | Fernando Acevedo                                                                   | Böblingen         | 28 stycznia 1978 |
| bieg na 50 m              | 5,75     | Vicente de Lima                                                                    | Liévin            | 10 lutego 2009   |
| bieg na 60 m              | 6,52     | José Carlos Moreira                                                                | Paryż             | 13 lutego 2009   |
| bieg na 200 m             | 20,48    | Daniel Williams                                                                    | Gainesville       | 1 marca 2025     |
| bieg na 300 m             | 32,19    | Robson da Silva                                                                    | Karlsruhe         | 24 lutego 1989   |
| bieg na 400 m             | 45,79    | Matheus Lima                                                                       | Nankin            | 21 marca 2025    |
| bieg na 800 m             | 1:45,43  | José Luíz Barbosa                                                                  | Pireus            | 8 marca 1989     |
| bieg na 1000 m            | 2:16,99  | Joaquim Cruz                                                                       | Stuttgart         | 12 lutego 1989   |
| bieg na 1500 m            | 3:38,03  | Federico Bruno                                                                     | Sabadell          | 8 lutego 2022    |
| bieg na milę              | 3:56,26  | Hudson de Souza                                                                    | Fayetteville      | 10 lutego 2001   |
| bieg na 2000 m            | 5:09,61  | Federico Bruno                                                                     | Bordeaux          | 26 stycznia 2013 |
| bieg na 3000 m            | 7:34,10  | Valentín Soca                                                                      | Boston            | 2 marca 2025     |
| bieg na 5000 m            | 13:14,09 | Valentín Soca                                                                      | Boston            | 14 lutego 2025   |
| bieg na 50 m przez płotki | 6,55     | Rafael Pereira                                                                     | Liévin            | 13 lutego 2025   |
| bieg na 60 m przez płotki | 7,58     | Rafael Pereira                                                                     | Berlin            | 4 lutego 2022    |
| bieg na 60 m przez płotki | 7,58     | Rafael Pereira                                                                     | Mondeville        | 9 lutego 2022    |
| bieg na 60 m przez płotki | 7,58     | Rafael Pereira                                                                     | Val-de-Reuil      | 14 lutego 2022   |
| bieg na 60 m przez płotki | 7,58     | Rafael Pereira                                                                     | Cochabamba        | 20 lutego 2022   |
| bieg na 60 m przez płotki | 7,58     | Rafael Pereira                                                                     | Belgrad           | 20 marca 2022    |
| bieg na 60 m przez płotki | 7,58     | Eduardo Rodrigues                                                                  | Cochabamba        | 28 stycznia 2024 |
| sztafeta 4 × 400 m        | 3:10,50  | Brazylia · Claudinei da Silva · Osmar dos Santos · Flávio Godoy · Geraldo Maranhão | Paryż             | 8 marca 1997     |
| chód na 5000 m            | 19:28,87 | Sérgio Galdino                                                                     | Toronto           | 13 marca 1993    |
| skok wzwyż                | 2,31     | Thiago Moura                                                                       | Belgrad           | 20 marca 2022    |
| skok o tyczce             | 5,95     | Thiago Braz                                                                        | Belgrad           | 20 marca 2022    |
| skok w dal                | 8,42     | Irving Saladino                                                                    | Peania            | 13 lutego 2008   |
| skok w dal                | 8,28     | Mauro Vinícius da Silva                                                            | Stambuł           | 9 marca 2012     |
| skok w dal                | 8,28     | Mauro Vinícius da Silva                                                            | Sopot             | 8 marca 2014     |
| trójskok                  | 17,56    | Jadel Gregório                                                                     | Moskwa            | 12 marca 2006    |
| pchnięcie kulą            | 22,53    | Darlan Romani                                                                      | Belgrad           | 19 marca 2022    |
| siedmiobój                | 6010 pkt | José Fernando Ferreira                                                             | Nankin            | 23 marca 2025    |

## Kobiety
| Konkurencja               | Rezultat | Zawodniczka                                                              | Miejsce uzyskania | Data             |
| ------------------------- | -------- | ------------------------------------------------------------------------ | ----------------- | ---------------- |
| bieg na 50 m              | 6,31     | Jennifer Innis                                                           | Daly City         | 11 lutego 1983   |
| bieg na 60 m              | 7,14     | Vitória Cristina Rosa                                                    | Belgrad           | 18 marca 2022    |
| bieg na 200 m             | 23,02    | Brenessa Thompson                                                        | Lubbock           | 26 stycznia 2019 |
| bieg na 400 m             | 51,57    | Aliyah Abrams                                                            | Belgrad           | 18 marca 2022    |
| bieg na 800 m             | 1:59,21  | Letitia Vriesde                                                          | Birmingham        | 23 lutego 1997   |
| bieg na 1000 m            | 2:38,30  | Letitia Vriesde                                                          | Sztokholm         | 25 lutego 1999   |
| bieg na 1500 m            | 4:12,95  | Fedra Luna                                                               | Sabadell          | 28 stycznia 2023 |
| bieg na milę              | 4:29,49  | Carmen Alder                                                             | Cambridge         | 1 lutego 2025    |
| bieg na 3000 m            | 8:56,78  | Fedra Luna                                                               | Walencja          | 7 lutego 2025    |
| bieg na 5000 m            | 15:51,98 | Carmen Alder                                                             | Boston            | 2 grudnia 2023   |
| bieg na 50 m przez płotki | 7,1h     | Edith Noeding                                                            | Monachium         | 28 stycznia 1976 |
| bieg na 60 m przez płotki | 7,91     | Yvette Lewis                                                             | Sopot             | 7 marca 2014     |
| bieg na 60 m przez płotki | 7,99     | Yoveinny Mota                                                            | Belgrad           | 19 marca 2022    |
| bieg na 60 m przez płotki | 7,99     | Maribel Caicedo                                                          | Albuquerque       | 11 lutego 2023   |
| bieg na 60 m przez płotki | 7,99     | Maribel Caicedo                                                          | Albuquerque       | 1 lutego 2025    |
| sztafeta 4 × 400 m        | 3:47,37  | Boliwia · Lucía Sotomayor · Mariana Arce · Tania Guasace · Cecilia Gómez | Cochabamba        | 20 lutego 2022   |
| chód na 3000 m            | 13:24,0h | Ángela Castro                                                            | Cochabamba        | 12 lutego 2023   |
| skok wzwyż                | 1,94     | Solange Witteveen                                                        | Brno              | 9 lutego 2000    |
| skok o tyczce             | 4,83     | Fabiana Murer                                                            | Nevers            | 7 lutego 2015    |
| skok w dal                | 6,89     | Maurren Maggi                                                            | Walencja          | 9 marca 2008     |
| trójskok                  | 15,74    | Yulimar Rojas                                                            | Belgrad           | 20 marca 2022    |
| pchnięcie kulą            | 18,33    | Elisângela Adriano                                                       | Pireus            | 24 lutego 1999   |
| rzut ciężarem             | 24,04    | Jennifer Dahlgren                                                        | Fayetteville      | 10 marca 2006    |
| pięciobój                 | 4294 pkt | Tamara de Sousa                                                          | Cochabamba        | 22 lutego 2025   |